# Vůz BDs450, 449 ČD
Vozy BDs450, číslované v intervalu 50 54 82-40, a BDs449, číslované v intervalu 51 54 82-40, původně značené jako BDa, v 80. letech též BDms, jsou řadami osobních vozů se služebním oddílem z vozového parku Českých drah. Všechny tyto vozy (000–440) byly vyrobeny mezi roky 1974 a 1981 ve vagónce VEB Waggonbau Bautzen.

## Technické informace
Jsou to neklimatizované vozy se skříní typu UIC-Y o celkové délce 24 500 mm. Jejich nejvyšší povolená rychlost je 140 km/h. Mají podvozky Görlitz V (vozy z let 1974–1976) nebo Görlitz Va (vozy z roku 1981), shodně vybavené špalíkovou brzdou DAKO.
Nástupní dveře těchto vozů jsou zalamovací, dálkově zavírané a za jízdy blokované. Mezivozové přechodové jsou manuálně posuvné do strany. Vozy mají polospouštěcí okna.
Vůz je půdorysně rozdělen na dvě poloviny – služební oddíl (dělící se na kabinu pro vlakovou četu a prostor pro přepravu zavazadel) a prostor pro cestující. Ve služebním oddíle je k dispozici služba „Úschova během přepravy“ a nejčastěji je využíván pro přepravu zavazadel nebo jízdních kol, případně dětských kočárků. Mimo to může být využit i pro přepravu tělesně postižených osob, ale vůz pro ně není nijak uzpůsoben. Chodbička přes služební část vlaku je průchozí i pro cestující veřejnost.
V prostoru pro cestující se nachází pět oddílů, každý se dvěma čtyřmístnými lavicemi potaženými červenou koženkou (nebo nověji látkou). Celkem je ve vozech 40 míst k sezení. Tato část bývá vyhrazena pro přednostní přepravu cestujících s malými dětmi.
Pro generování elektrické energie ve vozech jsou použity nápravové generátory. Elektrická energie se využívá např. pro osvětlení. Provozní osvětlení je zářivkové, vedlejší a nouzové žárovkové. Vozy mají teplovzdušné topení s možností regulace v jednotlivých oddílech.
Nátěr byl původně celozelený, ve stylu Československých státních drah, později přes okna zelený a zbytek bílý, nejnověji modrý podle korporátního schématu Najbrt.

## Modernizace
Mezi roky 1992 a 1995 byly tři vozy BDs spolu s 31 vozy B přestavěny na osobní vůz řady Bee273. Ve vozech byl zrušen služební oddíl a byl mj. kompletně zmodernizován interiér.
V letech 2009–2012 byl do 12 vozů BDs450 dosazen centrální zdroj energie (CZE). Takto upravené vozy jsou označeny řadou BDsee454.
Mimo to od roku 2009 probíhala revitalizace (původně nazývaná „humanizace“) některých vozů typu BDs. Při ní byl opraven interiér vozu – sedačky byly přečalouněny modrým, látkovým potahem, byla opravena podlaha, stěny vozu byly vymalovány, byla přetěsněna okna apod.

## Provoz
Všechny vozy byly původně dodány s možností mezinárodního provozu. Později byla některým vozům z ekonomických důvodů odebrána možnost mezinárodního provozu. Vozy BDs450 jsou proto určeny pouze pro vnitrostátní provoz. Vozy BDs449 splňují podmínky úmluv RIC pro mezistátní provoz, ale na mezistátní vlaky jsou nasazovány jen v případě mimořádností. Vozy lze potkat na rychlících složených z vozů klasické stavby po celé České republice.[zdroj?]
Vozy BDs449 č. 386 a 427 byly nasazovány na vlacích, které vozily fanoušky do Polska během fotbalového mistrovství Evropy 2012 v Polsku. Při té příležitosti byly na skříně těchto vozů aplikovány polepy s fotbalovými motivy,

## Fotogalerie

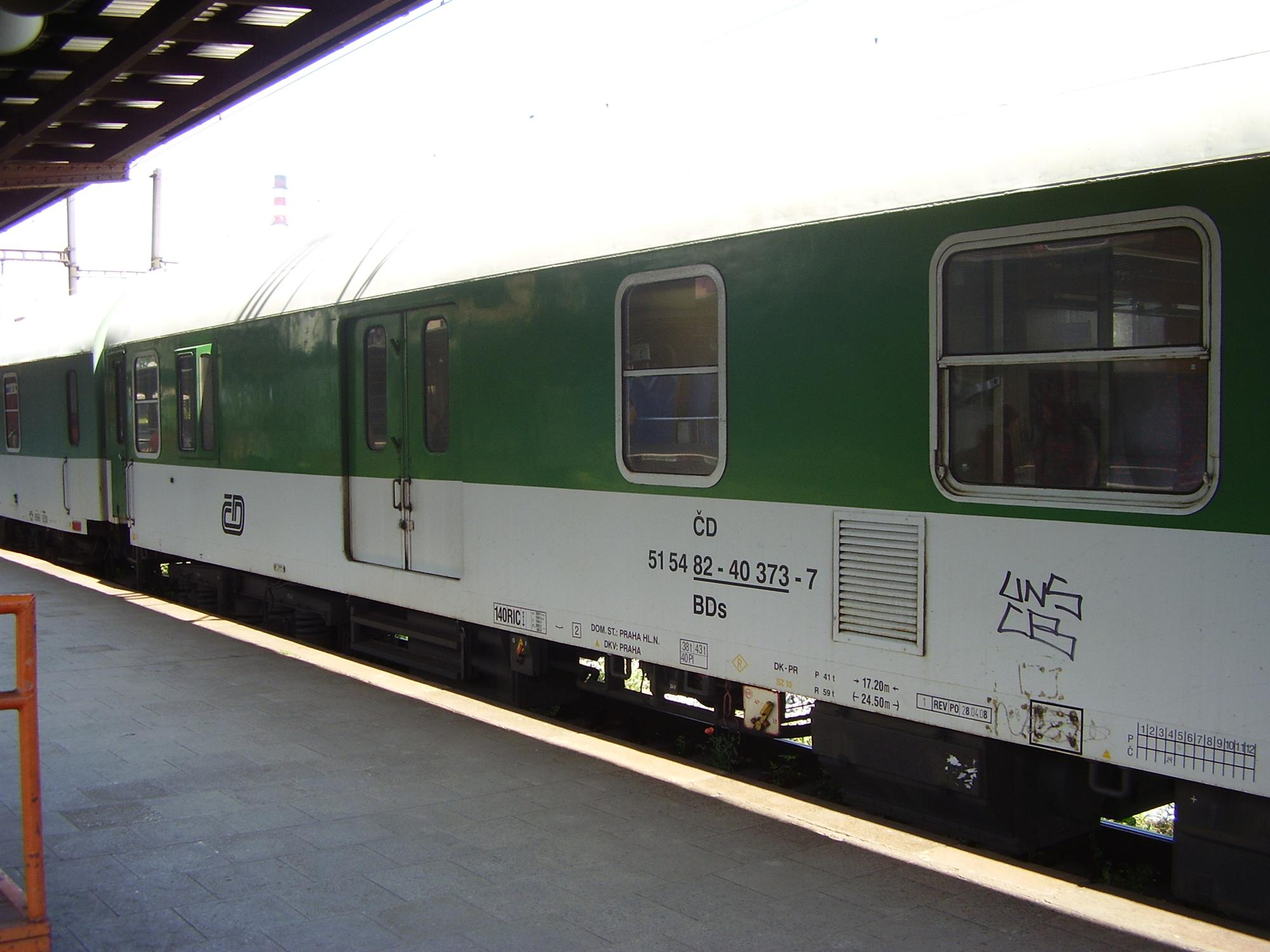
Vůz BDs449 v zeleno-bílém nátěru
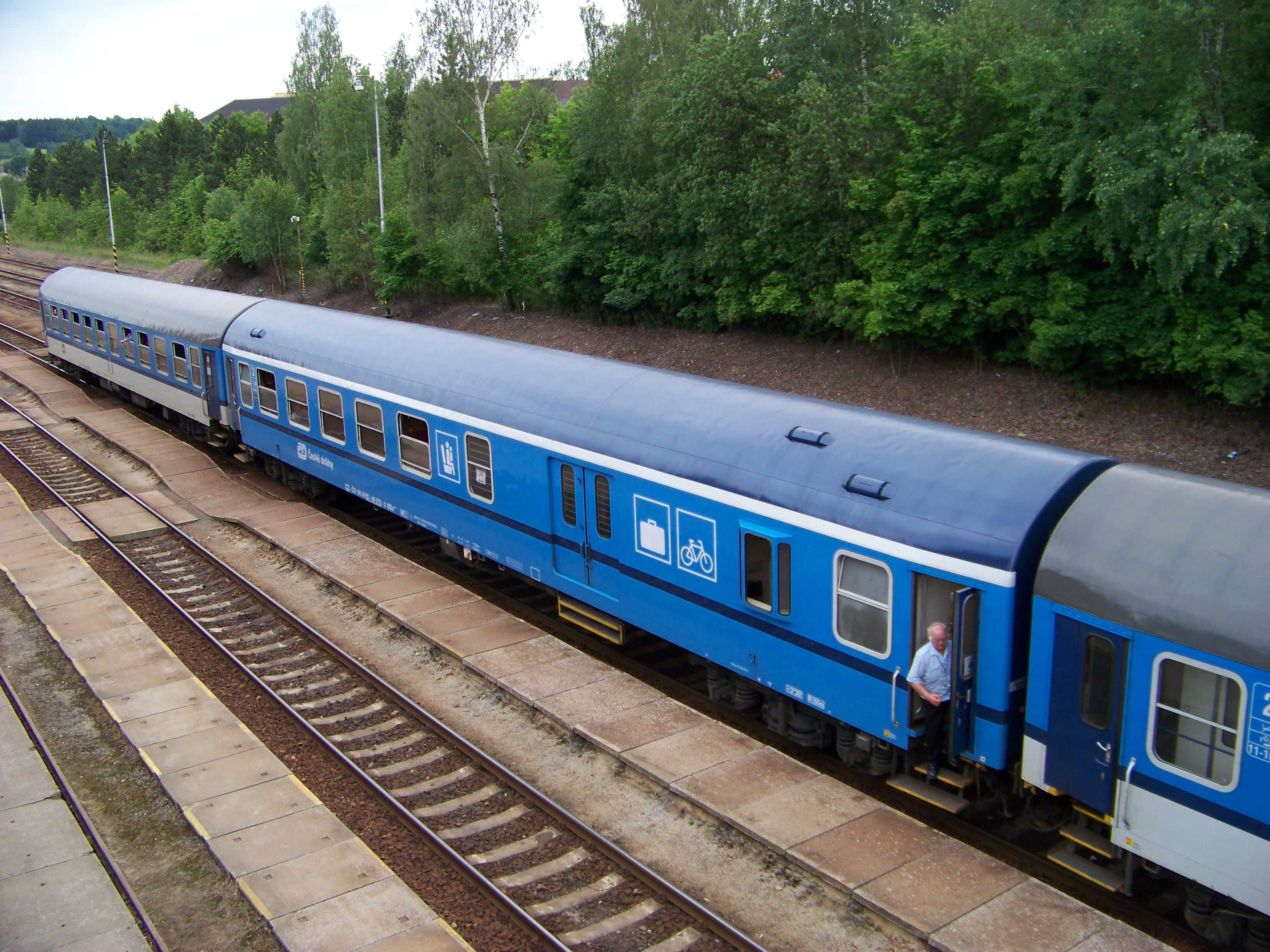
Vůz BDs450 s nátěrem Najbrt v Příbrami